# Coenosia alaskensis
Coenosia alaskensis este o specie de muște din genul Coenosia, familia Muscidae, descrisă de Huckett în anul 1965. Conform Catalogue of Life specia Coenosia alaskensis nu are subspecii cunoscute.